# Arms and Sleepers
Arms and Sleepers ist ein US-amerikanisches Musikerduo, welche sich aus Max Lewis aus Boston und Mirza Ramic aus Portland zusammensetzt. Ihr Stil wird meist als Ambient oder Trip-Hop bezeichnet.

## Geschichte
Max Lewis und Mirza Ramic waren einst Mitglieder von The List Exists, einer Post-Rock-Band aus Brunswick. Als sich diese im Jahr 2006 auflöste, entschieden sich die beiden zusammen ein neues Musikprojekt zu starten. Laut eigenen Angaben wurde die Gründung durch eine Begebenheit inspiriert, die sich in einem Krankenwagen in Cambridge zugetragen hat: Lewis und Ramic erlebten dabei den Tod eines Mannes, der Gospel-Musik auf einen Kassettenrekorder hörte.
Die erste Veröffentlichung von Arms and Sleepers war die EP Bliss Was It In That Dawn To Be Alive. Das Debütalbum Black Paris 86 erschien 2007. Beide wurden von der Kritik positiv aufgenommen. 2009 erschien das zweite Album Matador. Musikalisch stellt es einen Bruch dar, da auf ihm im Vergleich zu den vorhergehenden Veröffentlichungen viele nicht rein instrumentale Stücke zu hören sind. Matador entstand in Zusammenarbeit mit anderen Musikern, darunter Tom Brosseau, Philip Jamieson von Caspian, sowie Ben Shepard und Catherine Worsham von der Post-Rock-Band Uzi and Ari. Das dritte Album, The Organ Hearts, erschien im Mai 2011 und wurde ebenfalls in Zusammenarbeit mit Uri and Azi aufgenommen.
Am 4. April 2012 wurde auf dem offiziellen Blog von Arms and Sleepers eine Schaffens- und Auftrittspause auf unbestimmte Zeit angekündigt.

## Diskografie

### Albums
- 2007: Cinematique
- 2007: Black Paris 86
- 2009: Matador
- 2011: Nostalgia for the Absolute
- 2011: The Organ Hearts
- 2014: Swim Team
- 2016: Swim Team Remixed
- 2017: Life is everywhere
- 2018: Find The Right Place

### EPs
- 2006: Bliss Was It In That Dawn To Be Alive
- 2007: Arms and Sleepers
- 2007: Cinématique
- 2007: Lautlos
- 2009: The Motorist
- 2009: From The Inland Sea
- 2009: Matador Alternate Versions/B-Sides
- 2010: Instrumentals I
- 2011: A Man, A Plan, A Canal: Panama
- 2015: AAS X SG
- 2015: Force Majeure
- 2016: Tiger Tempo EP
- 2016: Miami

### DVD
- 2007: Holiday